# Чаплін-Мали
Чаплін-Мали (пол. Czaplin Mały, нім. Klein Zapplin) — село в Польщі, у гміні Карниці Ґрифицького повіту Західнопоморського воєводства.
Населення — 85 осіб (2011).
У 1975-1998 роках село належало до Щецинського воєводства.

## Демографія
Демографічна структура станом на 31 березня 2011 року:
|          | Загалом | Допрацездатний вік | Працездатний вік | Постпрацездатний вік |
| -------- | ------- | ------------------ | ---------------- | -------------------- |
| Чоловіки | 42      | 6                  | 34               | 2                    |
| Жінки    | 43      | 7                  | 30               | 6                    |
| Разом    | 85      | 13                 | 64               | 8                    |